# Shinichi Takeda
Shinichi Takeda (武田真一?, Takeda Shinichi; ...) è un allenatore di football americano giapponese.